# Hummelo en Keppel
Pour les articles homonymes, voir Keppel.
Hummelo en Keppel est une ancienne commune néerlandaise de la province du Gueldre.
La commune a existé de 1818 à 2005. En 1818 elle a été créée par la fusion des deux communes de Hummelo et de Keppel. Le 1er janvier 2005 la commune a été supprimée, en même temps des communes de Vorden, Steenderen, Zelhem et Hengelo, au bénéfice de la nouvelle commune de Bronckhorst.
En 1840, la commune comptait 442 maisons et 3 184 habitants, dont 1 293 à Hummelo, 313 à Laag-Keppel, 216 à Eldrik, 270 à Hoog-Keppel et 1 092 à Drempt.
Avant sa suppression, la commune de Hummelo en Keppel comptait 4 528 habitants (2004) et sa superficie était de 43,16 km². La commune englobait les villages suivants : Achter-Drempt, Eldrik, Hoog-Keppel, Hummelo, Laag-Keppel et Voor-Drempt. La mairie était située à Hoog-Keppel.